# Jan Gruber
Jan Gruber (Praga, Checoslovaquia, 15 de marzo de 1984) es un deportista checo que compitió en remo.
Ganó tres medallas en el Campeonato Europeo de Remo entre los años 2007 y 2010. Participó en los Juegos Olímpicos de Pekín 2008, ocupando el quinto lugar en la prueba de cuatro sin timonel.

## Palmarés internacional
| Campeonato Europeo | Campeonato Europeo          | Campeonato Europeo | Campeonato Europeo |
| Año                | Lugar                       | Medalla            | Prueba             |
| ------------------ | --------------------------- | ------------------ | ------------------ |
| 2007               | Poznań (Polonia)            | Medalla de oro     | Cuatro sin timonel |
| 2009               | Brest (Bielorrusia)         | Medalla de plata   | Cuatro sin timonel |
| 2010               | Montemor-o-Velho (Portugal) | Medalla de bronce  | Cuatro sin timonel |